# Family Dog (série télévisée d'animation)
 (juillet 2025).
Si vous disposez d'ouvrages ou d'articles de référence ou si vous connaissez des sites web de qualité traitant du thème abordé ici, merci de compléter l'article en donnant les références utiles à sa vérifiabilité et en les liant à la section « Notes et références ».
Pour les articles homonymes, voir Family Dog.
Family Dog est une série télévisée d'animation canado américaine en dix épisodes de 23 minutes, créée par Brad Bird d'après l'épisode Chien de salon de la série animée Histoires fantastiques, et diffusée du 23 juin au 28 juillet 1993 sur le réseau CBS.
En France, le dessin animé a été diffusé à partir de 1994 dans Télévisator 2 sur France 2. Rediffusion à partir de 1995 dans Chalu Maureen sur France 2 puis à partir du 11 janvier 1997 dans La Planète de Donkey Kong sur France 2.

## Synopsis
Le monde revu et corrigé au travers des yeux du chien d'une horrible famille décalée, les Binford : la mère psychotique, le père paresseux, le petit garçon sournois et méchant ainsi que la petite fille ennuyeuse qui passe son temps devant la télé...
Le pauvre animal est maltraité et va vivre des aventures cyniques tout au long de la série.

## Distribution

### Version originale
- Martin Mull
- Molly Cheek
- Danny Mann
- Zak Huxtable Epstein
- Cassie Cole
- Bruce McGill
- Deanna Oliver
- Charlie Adler
- Mary Kay Bergman
- Dan Gilvezan
- Aaron Lustig

### Version française
- Brigitte Lecordier : Billy Binford
- Odile Schmitt : Buffy Binford / Mme Mahoney
- Jacques Ciron : M. Binford
- Catherine Lafond : Mme Binford
- Jean Roche : Narrateur / M. Binford

## Fiche technique
- Titre original et français : Family Dog
- Réalisation : Chris Buck
- Création : Brad Bird
- Musique : Danny Elfman
- Production : Chuck Richardson
  - Production exécutive : Steven Spielberg, Tim Burton, Dennis Klein
- Pays de production :  États-Unis,  Canada
- Langue originale : anglais
- Nombre d'épisodes : 10 (1 saisons)
- Durée : 30 minutes
- Dates de première diffusion :
  - États-Unis : 23 juin 1993
  - France : 1994